# マイゼル兄弟
マイゼル兄弟（Mizell Brothers)はアメリカ合衆国の音楽制作チーム。
- フォンス・マイゼル（Alphonso "Fonce" Mizell、1943年1月15日 - 2011年7月5日）
- ラリー・マイゼル（Larry Mizell、1944年2月17日 - ）

の兄弟。

## 歴史
2人ともニューヨーク生まれで、ラリーはエンジニア、フォンスは音楽の学位をハワード大学で取得。大学ではジャズ・ヴォーカルの四重奏Vanlordsで活動していた。
1970年代初頭にカリフォルニア州に移住、自分らの会社Sky High Productionsを創始。ブルーノート・レコードでアルバムを制作しフュージョン音楽と時代のトーンを決めた。
- ドラム：ハーヴィー・メイソン
- ギター：ワー・ワー・ワトソン
- ギター：デイヴィッド・T・ウォーカー
- ベース：チャック・レイニー
- ピアノはJerry Peters

で演奏した。
フレディー・ペレンとChuck Davisとたまに共作した。
テイスト・オブ・ハニーの1978年のローラー・スーケート場のアンセムでプラチナムの『Boogie Oogie Oogie』、L.T.D.『Love Ballad』R&B一位ポップ#20（1976年）、メリー・ウェルズの12インチ・ダンス・ファンク『ジゴロ』（1982年）などのヒット曲がある。
末弟のロドニーが制作に参加することもあったが、大部分はラリーが作曲し、後でフォンスが補正した。
ドナルド・バードのアルバムにはモータウンの曲"Just My Imagination"や"Dancing In The Street"を入れた。
1980年代に音楽産業から遠ざかるも2000年代に復帰、2007年に4Heroの『Play With The Changes』アルバムのタイトル曲を書き演奏した。

## ラリー
電気技師としてNASAのアポロ計画でアポロ月着陸船のテストをした。液晶の研究の草分けである。

## フォンス
The Corporationの構成員で1969～1971年にジャクソン5をブレイクさせた。
モータウンがロサンゼルスに本拠を移すと、ハワード大学時代の恩師ドナルド・バードの作品を5枚制作した。
心臓病で2011年に68歳で死去。

## ディスコグラフィー
| 年   | アーティスト名             | アルバム                       | レーベル               | 制作曲                                                                                  |
| ---- | -------------------------- | ------------------------------ | ---------------------- | --------------------------------------------------------------------------------------- |
| 1972 | ドナルド・バード           | ブラック・バード               | ブルーノート・レコード | すべて                                                                                  |
| 1973 | ドナルド・バード           | ストリート・レディ             | ブルーノート・レコード | すべて                                                                                  |
| 1973 | ボビー・ハンフリー         | ブラックス・アンド・ブルース   | ブルーノート・レコード | すべて                                                                                  |
| 1973 | The Miracles               | Renaissance                    | モータウン・レコード   | Wigs And Lashes & Don't Let It End ('Til You Let It Begin) (フレディー・ペレン共作)     |
| 1973 | ジャクソン5                | スカイライター                 | モータウン・レコード   | ハレルヤ・デイ 、ウー、アイド・ラヴ・トゥ・ビー・ウィズ・ユー （フレディー・ペレン共作) |
| 1973 | マイケル・ジャクソン       | ミュージック・アンド・ミー     | モータウン・レコード   | ウィズ・ア・チャイルズ・ハート (フレディー・ペレン共作)                                 |
| 1973 | ジャーメイン・ジャクソン   | Come Into My Life              | モータウン・レコード   | You're In Good Hands(フレディー・ペレン共作)                                            |
| 1973 | エレイン・ブラウン         | Elaine Brown                   | Black Forum            | Entire Album(フレディー・ペレン共作)                                                    |
| 1974 | ドナルド・バード           | Stepping into Tomorrow         | ブルーノート・レコード | すべて                                                                                  |
| 1974 | ボビー・ハンフリー         | サテン・ドール                 | ブルーノート・レコード | すべて                                                                                  |
| 1974 | The Blackbyrds             | The Blackbyrds                 | Fantasy Records        | すべて                                                                                  |
| 1974 | Johnny Hammond             | Gambler's Life                 | Salvation Records      | すべて                                                                                  |
| 1974 | エドウィン・スター         | Hell Up in Harlem              | モータウン・レコード   | すべて(フレディー・ペレン共作)                                                          |
| 1974 | Brenda Lee Eager           | "When I'm With You"            | Mercury Records        | When I'm With You (7インチシングル)                                                     |
| 1974 | Margie Evans               | "Waterfalls"                   | ブッダ・レコード       | Waterfalls (7インチシングル)                                                            |
| 1975 | ドナルド・バード           | プレイシズ・アンド・スペイシズ | ブルーノート・レコード | すべて                                                                                  |
| 1975 | ボビー・ハンフリー         | ファンシー・ダンサー           | ブルーノート・レコード | すべて                                                                                  |
| 1975 | ジョニー・ハモンド・スミス | Gears                          | Milestone Records      | すべて                                                                                  |
| 1975 | Gary Bartz                 | The Shadow Do                  | Prestige Records       | すべて                                                                                  |
| 1975 | マイケル・ジャクソン       | フォーエヴァー・マイケル       | モータウン・レコード   | I'll Come Home To You (フレディー・ペレン共作)                                          |
| 1976 | ドナルド・バード           | Caricatures                    | ブルーノート・レコード | すべて                                                                                  |
| 1976 | L.T.D.                     | Love To The World              | A&M Records            | すべて                                                                                  |
| 1976 | Roger Glenn                | Reachin'                       | Fantasy                | すべて                                                                                  |
| 1977 | Gary Bartz                 | Music Is My Sanctuary          | キャピトル・レコード   | すべて                                                                                  |
| 1977 | The Rance Allen Group      | Say My Friend                  | キャピトル・レコード   | すべて                                                                                  |
| 1978 | テイスト・オブ・ハニー     | A Taste Of Honey               | キャピトル・レコード   | すべて                                                                                  |
| 1979 | テイスト・オブ・ハニー     | Another Taste                  | キャピトル・レコード   | すべて                                                                                  |
| 1981 | メリー・ウェルズ           | In And Out Of Love             | エピック・レコード     | ジゴロ                                                                                  |

## 参照
1. ↑  allmusic ((( The Mizell Brothers > Biography )))
2. 1 2  Morris, Christopher (2011年7月12日). “Producer Alphonso 'Fonce' Mizell dies”. .variety.com 2011年7月17日閲覧。